# 7e cérémonie des Houston Film Critics Society Awards
La 7e cérémonie des Houston Film Critics Society Awards (HFCS Awards), décernés par la Houston Film Critics Society, a eu lieu le 15 décembre 2013, et a récompensé les films réalisés en 2013,,.

## Palmarès

### Meilleur film
- Twelve Years a Slave
  - All Is Lost
  - American Bluff (American Hustle)
  - Before Midnight
  - Dallas Buyers Club
  - Dans l'ombre de Mary (Saving Mr. Banks)
  - Fruitvale Station
  - Gravity
  - Inside Llewyn Davis
  - Nebraska
  - Le Loup de Wall Street (The Wolf of Wall Street)

### Meilleur réalisateur
- Alfonso Cuarón pour Gravity
  - Joel et Ethan Coen pour Inside Llewyn Davis
  - Paul Greengrass pour Capitaine Phillips (Captain Phillips)
  - Steve McQueen pour Twelve Years a Slave
  - Alexander Payne pour Nebraska

### Meilleur acteur
- Chiwetel Ejiofor pour le rôle de Solomon Northup dans Twelve Years a Slave
  - Christian Bale pour le rôle d'Irving Rosenfeld dans American Bluff (American Hustle)
  - Bruce Dern pour le rôle de Woody Grant dans Nebraska
  - Matthew McConaughey pour le rôle de Ron Woodroof dans Dallas Buyers Club
  - Mads Mikkelsen pour le rôle de Lucas dans La Chasse (Jagten)
  - Robert Redford pour le rôle du marin dans All Is Lost

### Meilleure actrice
- Sandra Bullock pour le rôle du Dr Ryan Stone dans Gravity
  - Judi Dench pour le rôle de Philomena Lee dans Philomena
  - Brie Larson pour le rôle de Grace dans States of Grace (Short Term 12)
  - Meryl Streep pour le rôle de Violet Weston dans Un été à Osage County (August: Osage County)
  - Emma Thompson pour le rôle de Pamela L. Travers dans Dans l'ombre de Mary (Saving Mr. Banks)

### Meilleur acteur dans un second rôle
- Jared Leto pour le rôle de Rayon dans Dallas Buyers Club
  - Barkhad Abdi pour le rôle d'Abduwali Muse dans Capitaine Phillips (Captain Phillips)
  - Michael Fassbender pour le rôle d'Edwin Epps dans Twelve Years a Slave
  - James Gandolfini pour le rôle d'Albert dans All About Albert (Enough Said)
  - Matthew McConaughey pour le rôle de Mud dans Mud : Sur les rives du Mississippi (Mud)

### Meilleure actrice dans un second rôle
- Lupita Nyong'o pour le rôle de Patsey dans Twelve Years a Slave
  - Jennifer Lawrence pour le rôle de Rosalyn Rosenfeld dans American Bluff (American Hustle)
  - Octavia Spencer pour le rôle de Wanda dans Fruitvale Station
  - June Squibb pour le rôle de Kate Grant dans Nebraska
  - Oprah Winfrey pour le rôle de Gloria Gaines dans Le Majordome (The Butler)

### Meilleur scénario
- Twelve Years a Slave – John Ridley
  - American Bluff (American Hustle) – David O. Russell et Eric Singer
  - Before Midnight – Ethan Hawke, Julie Delpy et Richard Linklater
  - Her – Spike Jonze
  - Inside Llewyn Davis – Ethan et Joel Coen

### Meilleure photographie
- Gravity – Emmanuel Lubezki
  - All Is Lost – Frank G. DeMarco
  - Inside Llewyn Davis – Bruno Delbonnel
  - Prisoners – Roger Deakins
  - Twelve Years a Slave – Sean Bobbitt

### Meilleure chanson originale
- Please Mr. Kennedy – Inside Llewyn Davis
  - I See Fire – Le Hobbit : La Désolation de Smaug (The Hobbit: The Desolation of Smaug)
  - Let It Go – La Reine des neiges (Frozen)
  - The Moon Song – Her
  - Young and Beautiful – Gatsby le Magnifique (The Great Gatsby)

### Meilleure musique de film
- Gravity – Steven Price
  - Her – Arcade Fire
  - Man of Steel – Hans Zimmer
  - Dans l'ombre de Mary (Saving Mr. Banks) – Thomas Newman
  - Twelve Years a Slave – Hans Zimmer

### Meilleur film en langue étrangère
- La Chasse (Jagten)  Danemark
  - The Grandmaster  Hong Kong
  - La Vie d'Adèle  France
  - Le vent se lève (風立ちぬ, Kaze tachinu)  Japon
  - Wadjda (وجدة)  Arabie saoudite

### Meilleur film d'animation
- La Reine des neiges (Frozen)
  - Les Croods (The Croods)
  - Moi, moche et méchant 2 (Despicable Me 2)
  - Monstres Academy (Monsters University)
  - Le vent se lève (風立ちぬ, Kaze tachinu)

### Meilleur film documentaire
- Twenty Feet from Stardom
  - The Act of Killing (Jagal)
  - Blackfish
  - Inequality for All
  - Stories We Tell

### Pire film
- Grown Ups 2
  - La Chute de la Maison Blanche (Olympus Has Fallen)
  - Die Hard : Belle journée pour mourir (A Good Day to Die Hard)
  - Lone Ranger : Naissance d'un héros (The Lone Ranger)
  - Scary Movie 5